# Södra Bankohuset

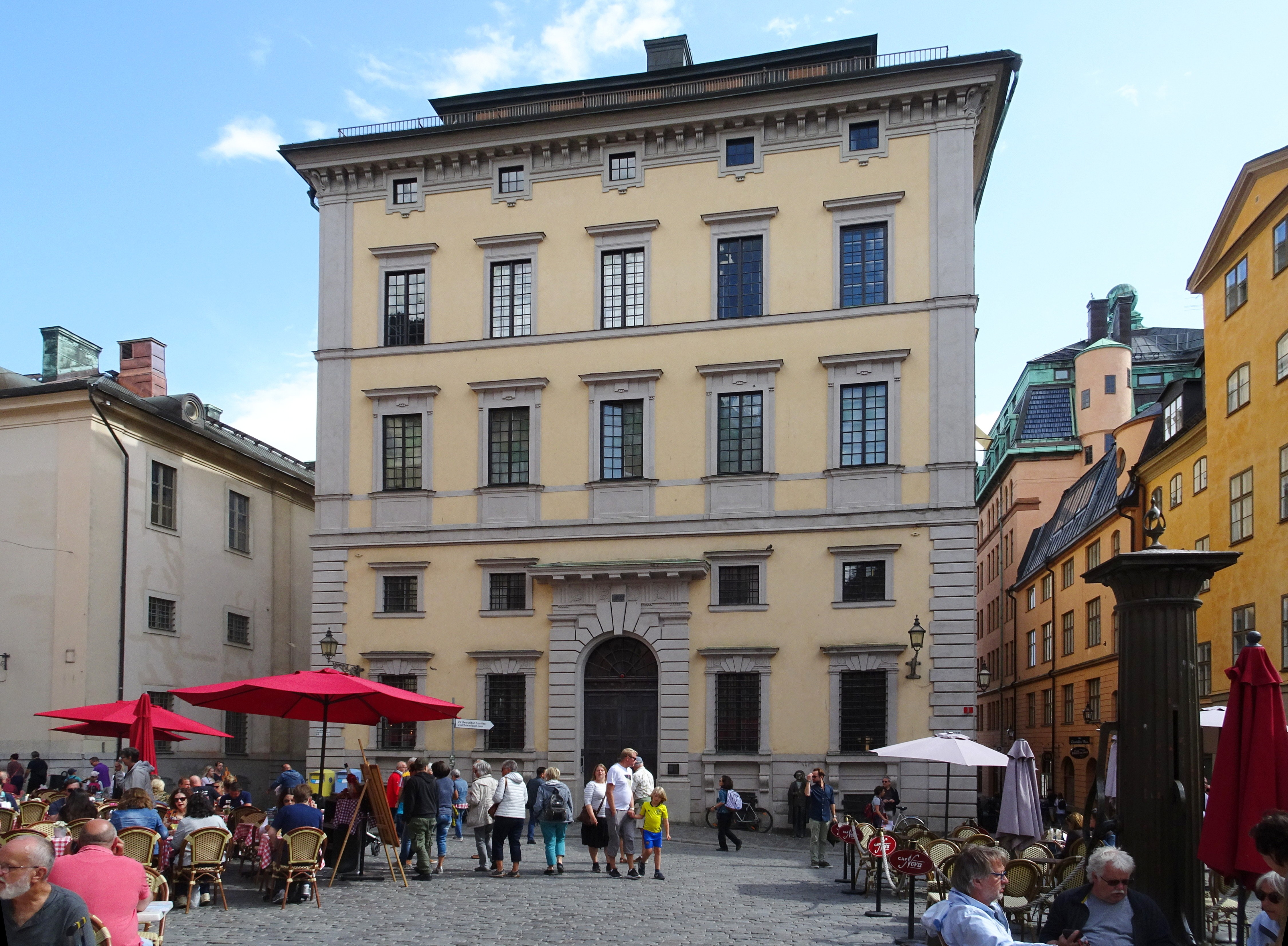
Södra Bankohuset, fasad mot Järntorget, augusti 2019.

Södra Bankohuset, även kallad Gamla riksbanken är en byggnad i kvarteret Pluto vid Järntorget 84 i Gamla stan, Stockholm. Byggnaden sträcker sig fram till Skeppsbron där den har husnummer 42B. Huset byggdes i tre etapper mellan 1675 och 1737 för Riksbanken, som då hette Riksens Ständers Bank. Det var en av norra Europas första byggnader avsedd enbart för bankärenden. Södra Bankohuset är troligen ett av de första husen i Sverige byggt för kontorsändamål. Riksbanken verkade här till 1905 och flyttade då till Helgeandsholmen (nuvarande Riksdagshuset). Byggnaden är sedan 1935 ett statligt byggnadsminne.

## Historik

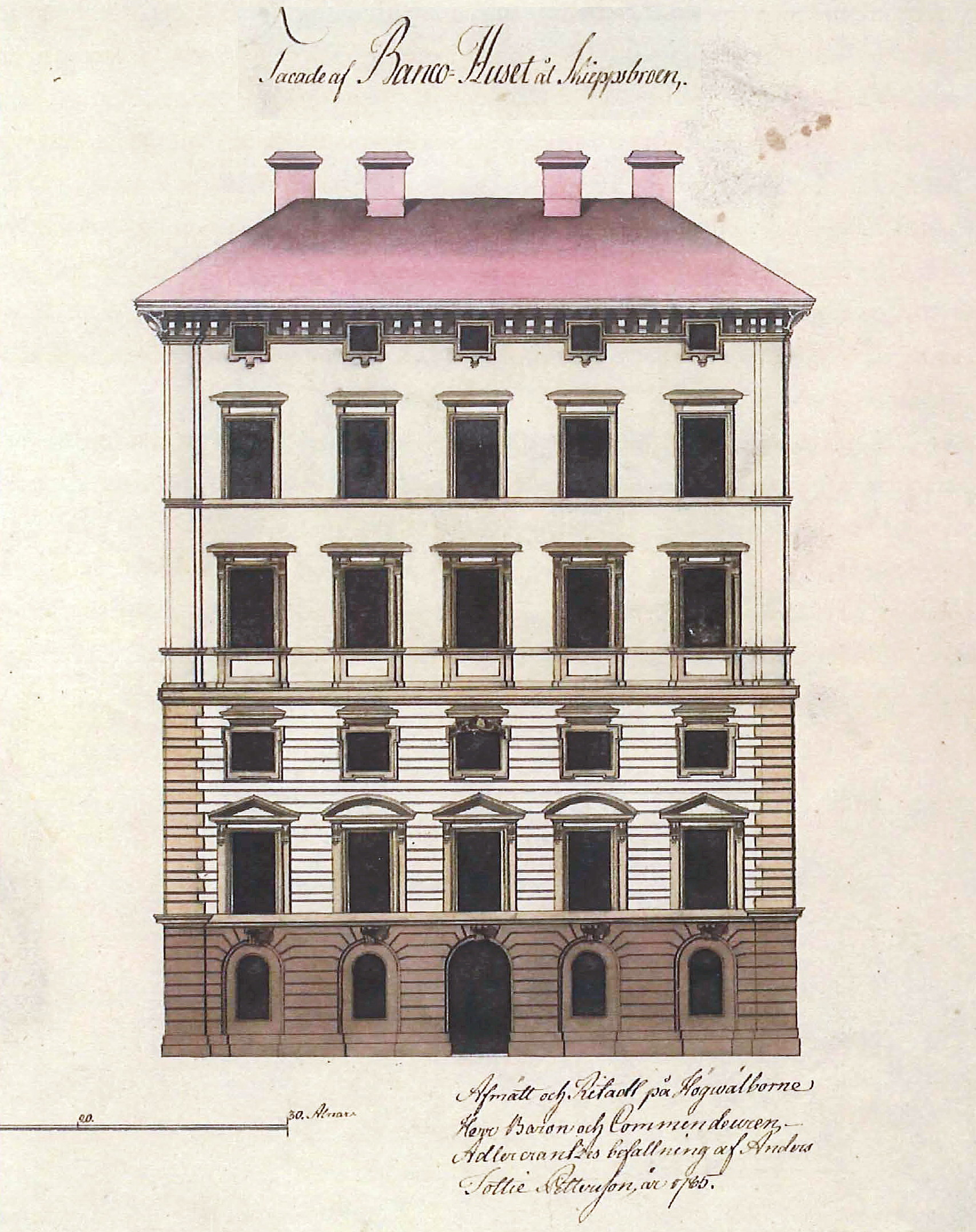
Fasad mot Skeppsbron, uppmätningsritning från 1765.

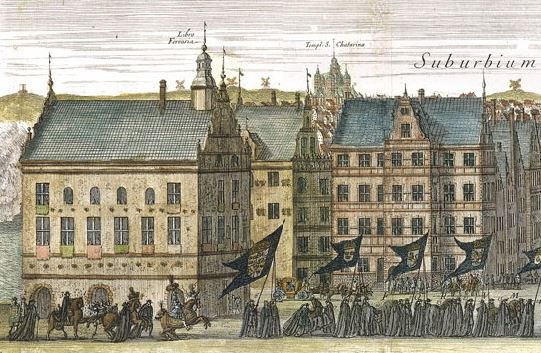
Järntorget med Våghuset (till vänster) enligt Jean Lepautre, 1660.

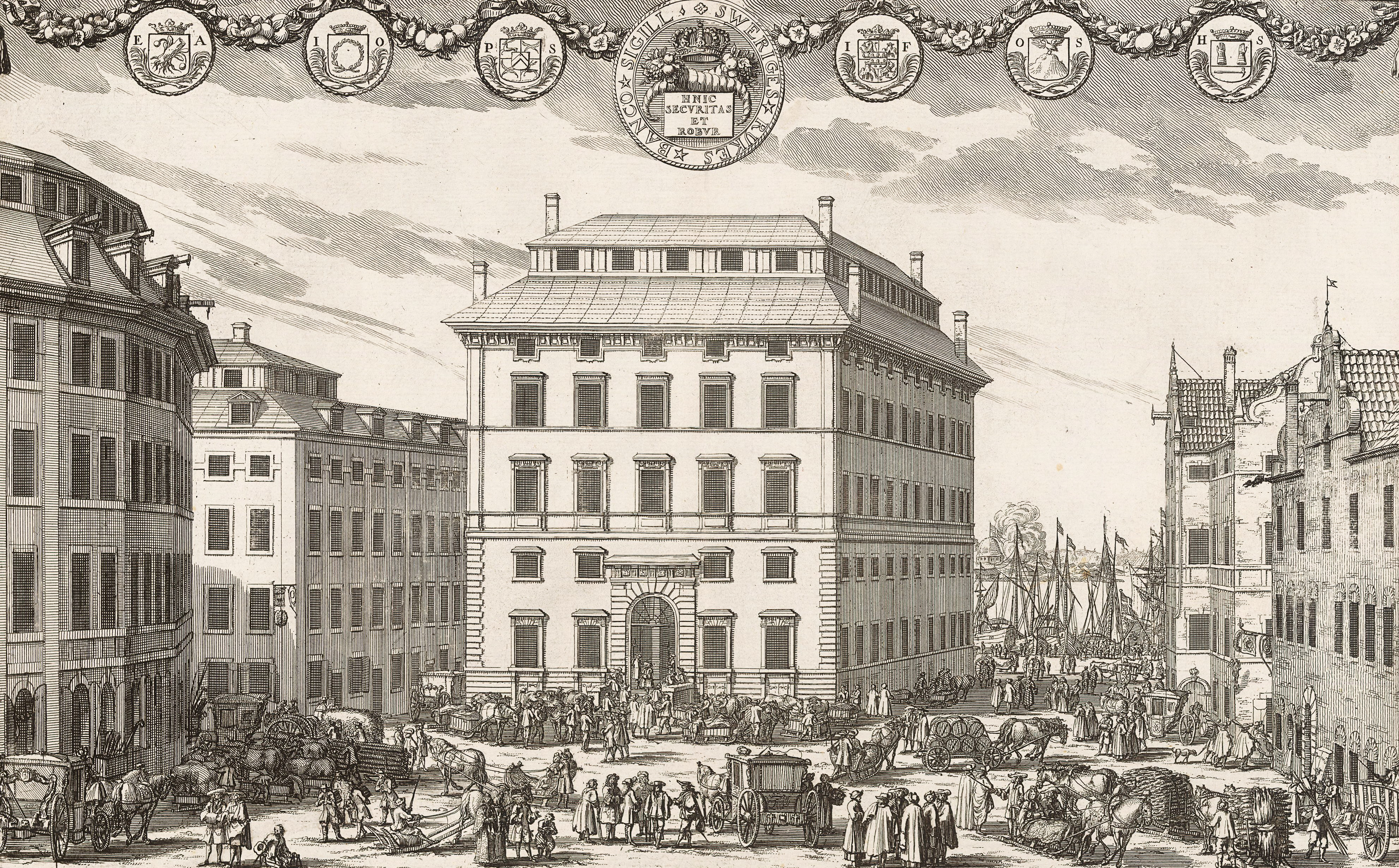
Fasaden mot Järntorget 1691
Ur Suecia antiqua et hodierna.

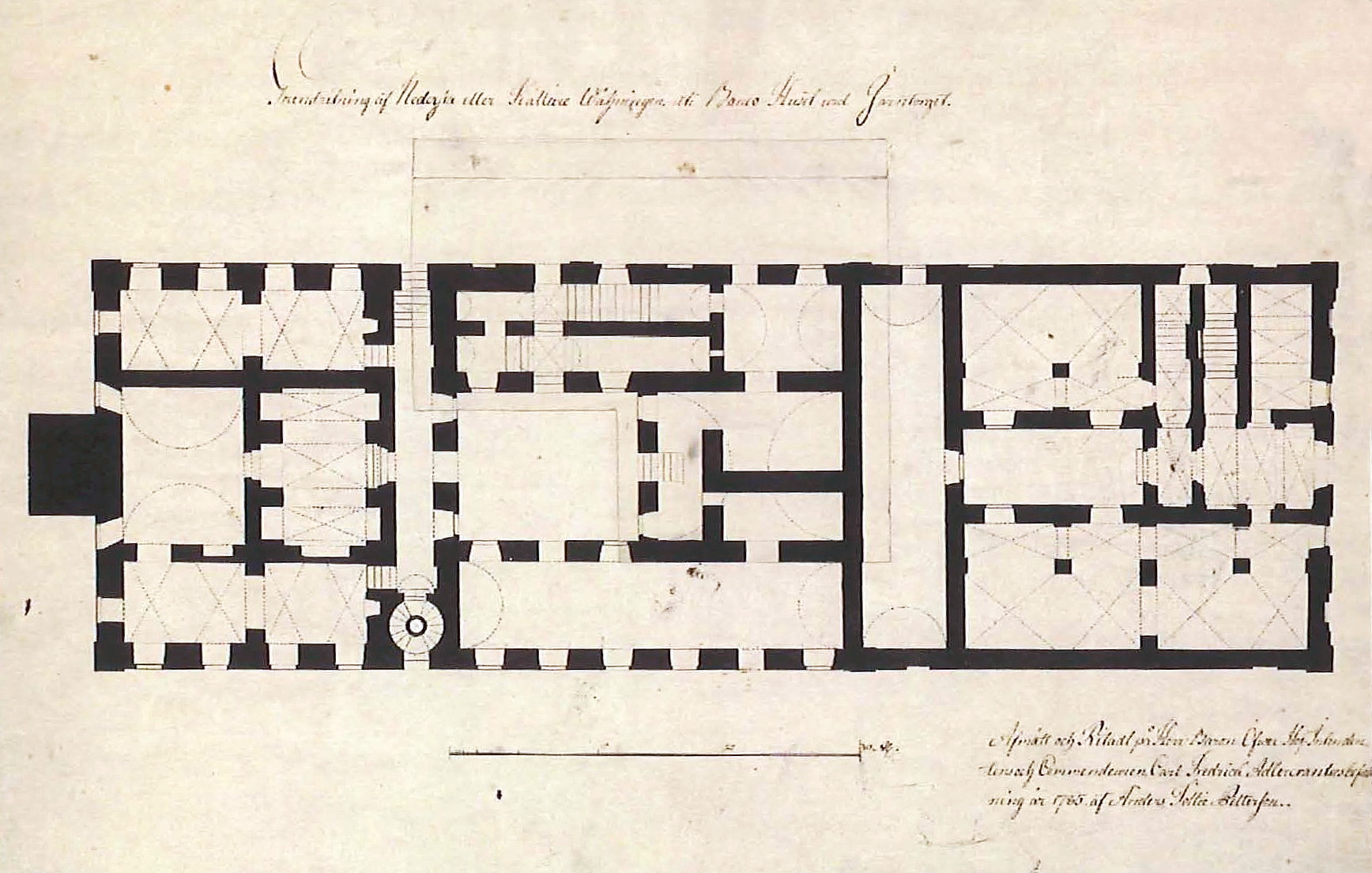
Planritning över bottenvåningen, uppmätt efter ombyggnaden 1785.

På tomten stod i äldre tider Gamla stans våghus som i början av 1600-talet byggdes om för att även hysa ett packhus. I våghuset fanns stadens officiella järnvåg, vars verksamhet 1662 flyttades till Järngraven på Södermalm. Våghuset stod kvar under den första byggnadsetappen av Södra Bankohuset. Rester efter grundläggning och murar från våghuset kan finnas kvar under den nuvarande byggnaden. Våghuset med sin trappstegsgavel mot Skeppsbron och klocktorn mot Järntorget syns på Vädersolstavlan från 1535 och Frans Hogenbergs Stockholmsvy från 1560-talet.
Arkitekten bakom nuvarande byggnad som började uppföras 1675 var Nicodemus Tessin d.ä.. Ritningarna utfördes dock långt tidigare men projektet hade dragit ut på tiden då Tessin var starkt engagerad i byggandet av Drottningholms slott under samma tid. 
Den första byggåtgärden var att förstärka den dåliga, genom utfyllnader skapade marken. I bankofullmäktiges protokoll kan man läsa att pålningen utfördes med cirka 300 stockar. Därefter påbörjades husets grund och sockel i sandsten. Mellan åren 1677-1678 levererades tegel från bland annat Grinds och Horns tegelbruk, kalk och sandsten kom från Frötuna och Gotland. Den 11 februari 1680 flyttade banken in i det nya huset som dock inte var helt färdigställt. Samma år nedlade Tessin d.ä. alla sina ämbeten, såväl som rådman och stadsarkitekt och kunglig hovarkitekt på grund av sin ålder och att han kände sig sjuklig. Han avled året därpå, 65 år gammal.
Ansvarig för den tillbyggnad som gjordes 1694–1712, då gården tillkom, var sonen Nicodemus Tessin d.y. tillsammans med stadsbyggmästaren Hans Buchegger. Ytterligare en tillbyggnad genomfördes 1737 genom arkitekt Carl Hårleman, vilket innebär att samtliga arkitekter till slottsbygget i Stockholm även arbetade med Södra Bankohuset.  
Husets fasad mot Järntorget återspeglar en tydlig tillämpning av 1600-talets romerska palatsstil med tre huvudvåningar samt en inskjuten och en övre attikavåning. Mot murens släta puts tecknar sig ett horisontellt listverk. Yttertaket är utformat som ett säteritak och klätt i kopparplåt. Carl Hårlemans tillbyggnad mot Skeppsbron från 1733–1737 ansluter helt till den äldre byggnadens formspråk.
På 1800-talets början tillkom även ny entré i form av en gångbrygga i höjd med andra våningen över Norra Bankogränd mellan Södra Bankohuset och Norra Bankohuset. Denna användes från början till att frakta sedlar mellan bankens kontor och sedelmagasinet och kallas i folkmun "Suckarnas bro" eftersom den påminner om en bro med samma namn i Venedig.
På trottoaren utanför (mot Järntorget) huset står en staty visande Evert Taube. Dennes stamkrog "Den gyldene freden" på Österlånggatan 51, ligger endast ett stenkast härifrån.

## Verksamheter
Riksbanken fanns kvar fram till 1905 då den flyttade till en ny byggnad vid riksdagshuset. Sedan dess har bland andra Televerket, Egyptiska museet (från 1954 del av Medelhavsmuseet), Vattendomstolen, Generaltullstyrelsen, Stockholms lotsar och Stockholm Environment Institute haft sina lokaler i Södra Bancohuset. Våren 1994 flyttade Statens fastighetsverk (SFV) sitt huvudkontor in i Södra Bancohuset. I november 2017 flyttade fastighetsverkets huvudkontor till Sankt Paulsgatan 6 på Södermalm. Sedan december 2018 hyrs byggnadens 3 500 m² kontorsytor av dataspelstudion Embark Studios. Byggnaden ägs av staten genom SFV.

## Ombyggnaden 2003–2004
På grund av att byggnaden behövde grundförstärkas utfördes åren 2003–2004 en större ombyggnad som inte bara rättade till husets sjunkande fundament utan även medförde en varsam renovering. Syftet var att skapa effektivare lokaler, bättre ventilation i form av förstärkt självdrag och byte av elinstallationer. Samtliga ytskikt åtgärdades också. Under byggtiden stals värdefulla gustavianska tapeter och målningar från sessionssalen. Stöldgodset återfanns till stor del samma dag och tapeterna kunde återuppsättas på sin plats. I maj 2005 flyttade Statens fastighetsverks huvudkontor åter in, för att finnas kvar där till november 2017.

## Bilder

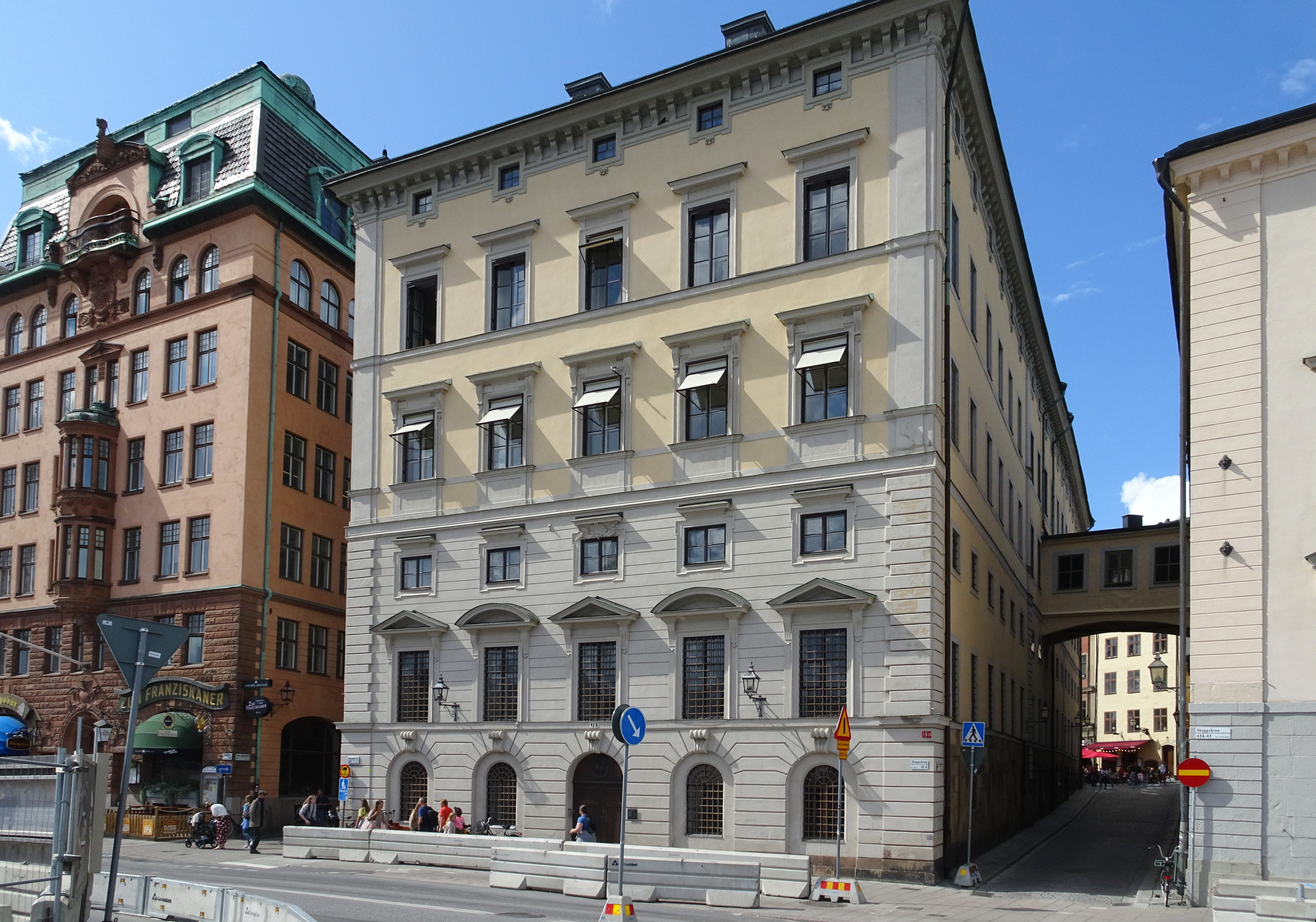
Fasad mot Skeppsbron. I gränden syns "Suckarnas bro".
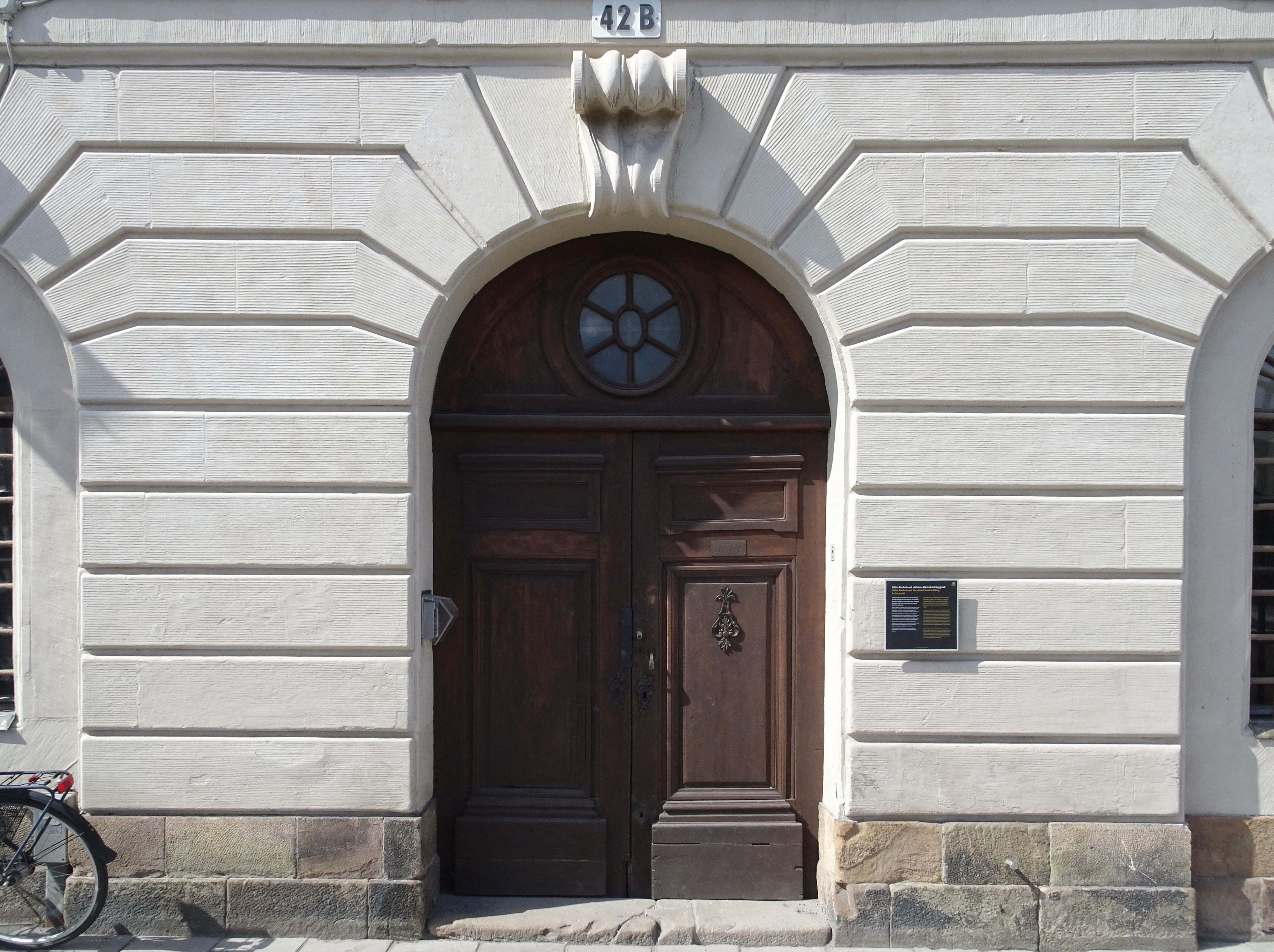
Portal mot Skeppsbron.
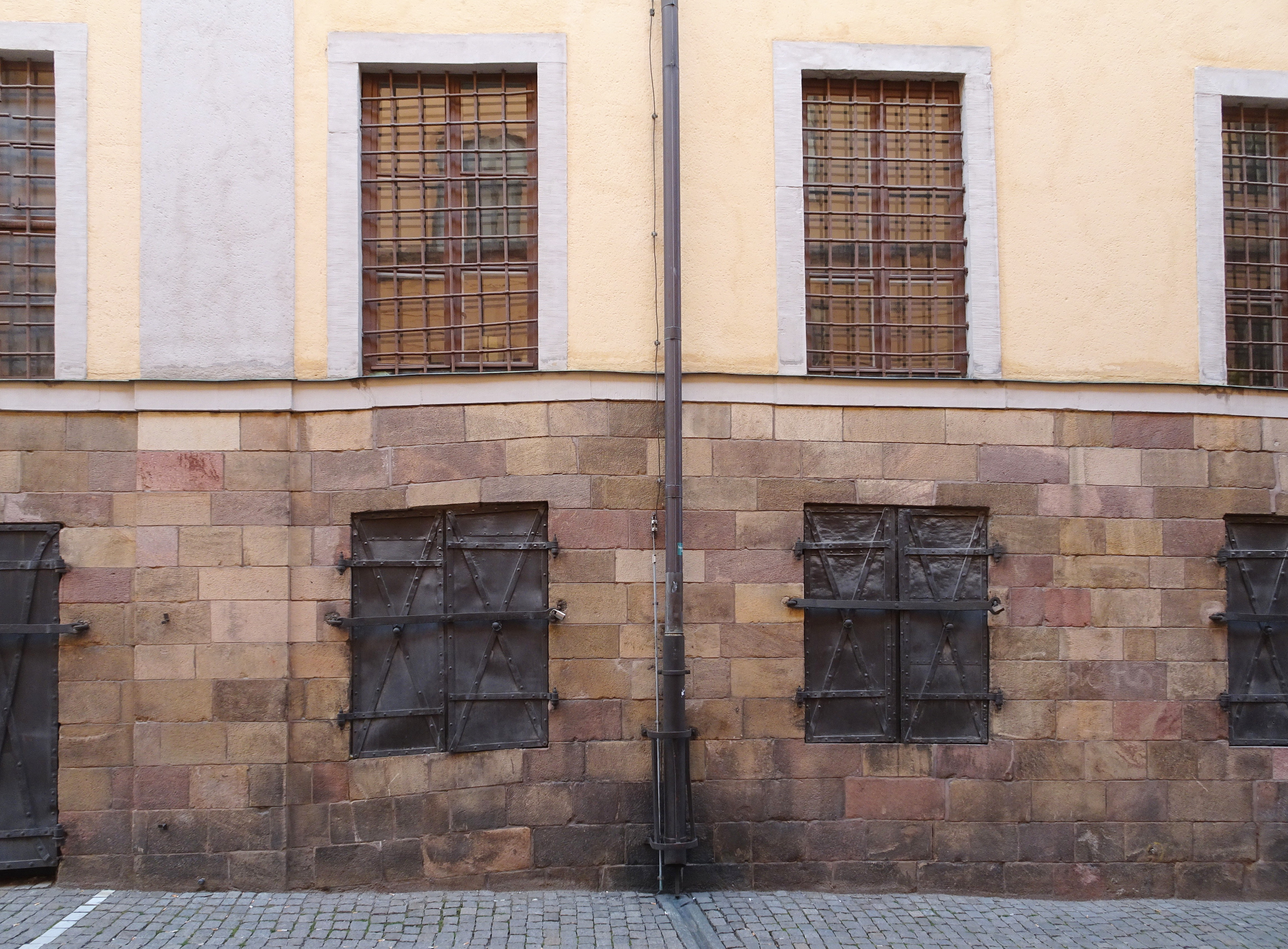
Sättningar i fasaden mot Södra Bankogränd.
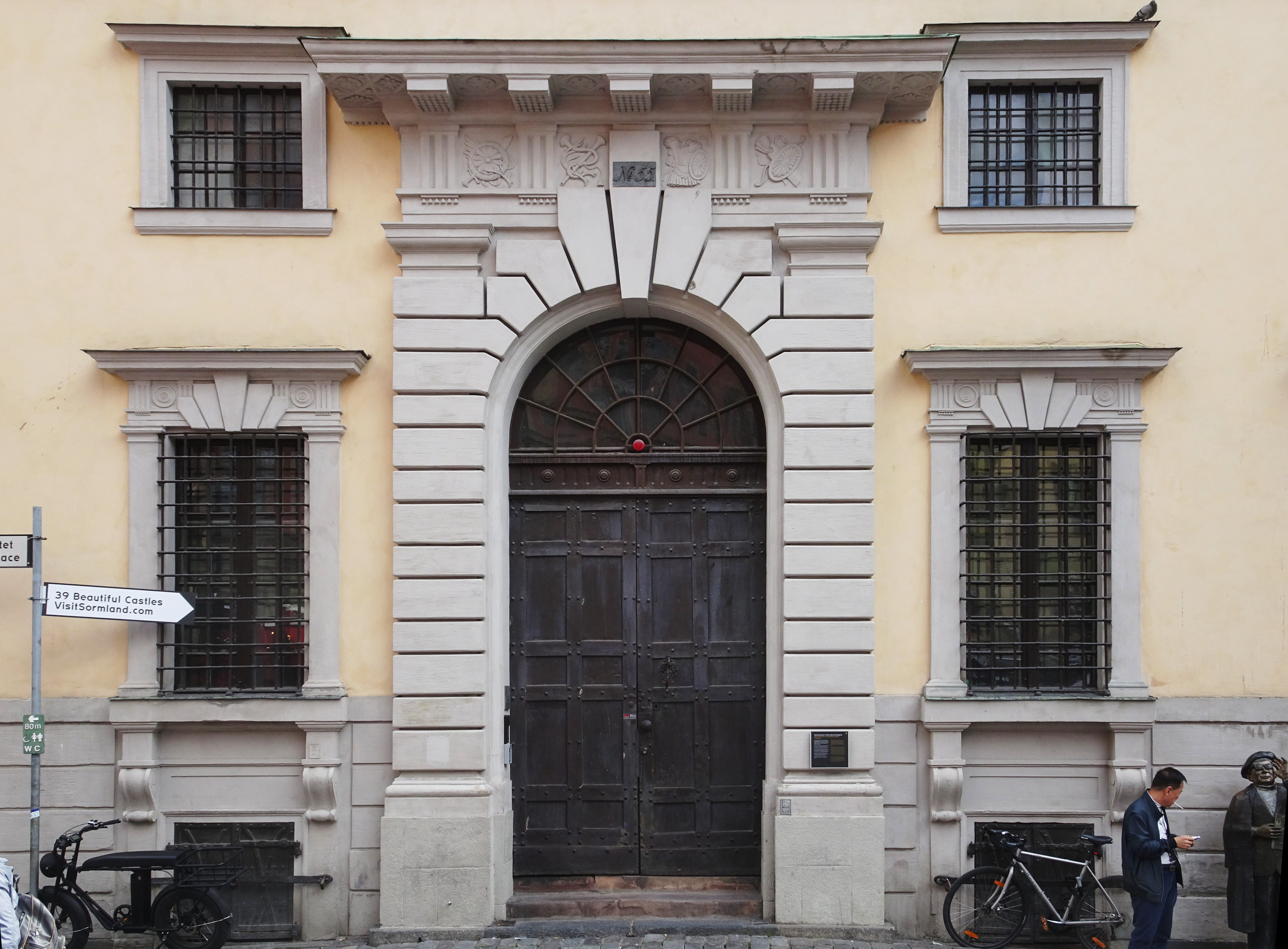
Portal mot Järntorget.
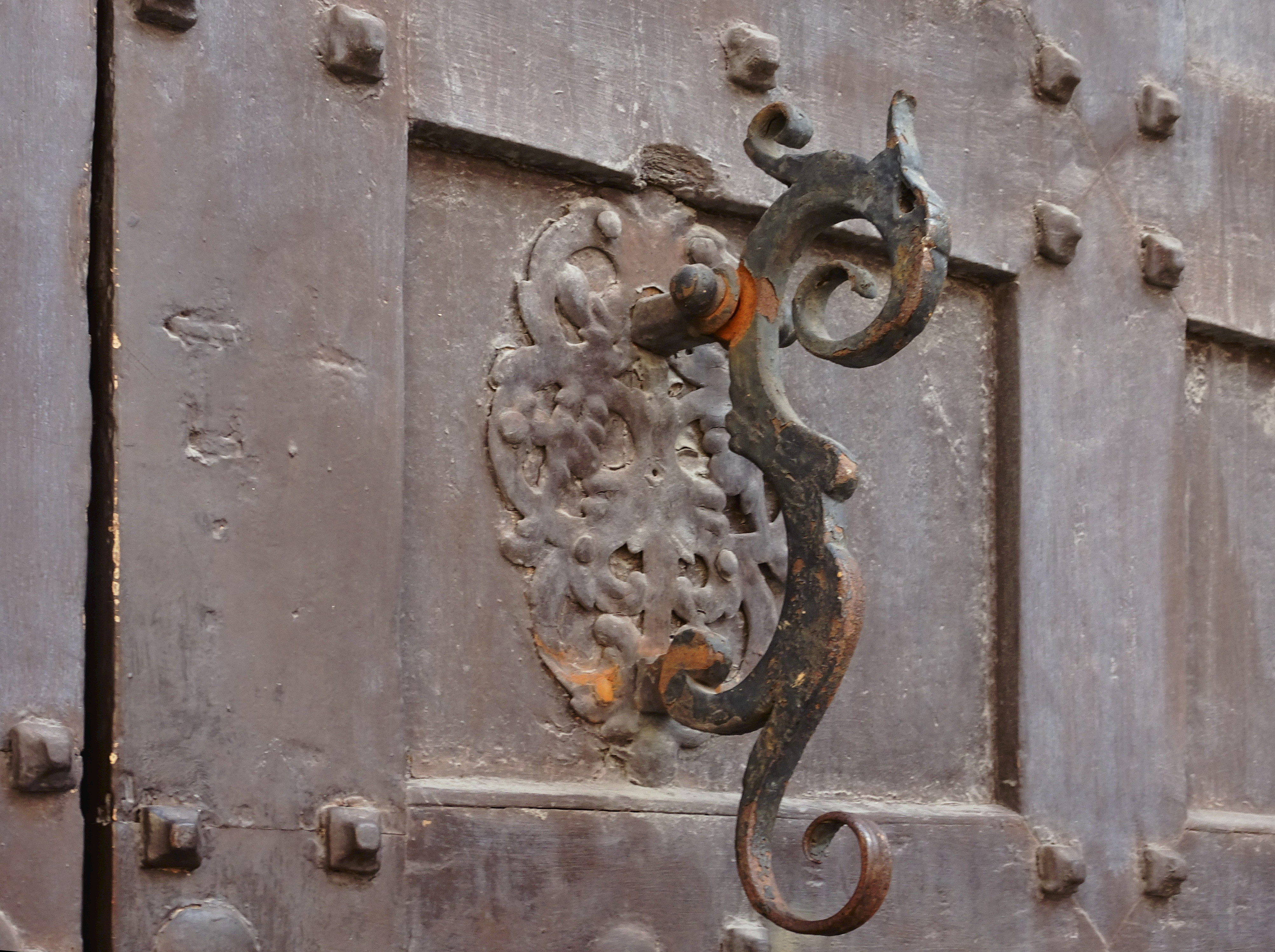
Portklapp mot Järntorget.